# Дальнее Поле (Ульяновская область)
Дальнее Поле — посёлок в Базарносызганском районе Ульяновской области. Входит в состав Базарносызганского городского поселения.

## География
Населённый пункт расположен в 17 километрах к северу от рабочего посёлка Базарный Сызган — административного центра района. Расстояние до Ульяновска — 115 километров.

### Часовой пояс
Дальнее Поле, как и вся Ульяновская область, находится в часовой зоне МСК+1. Смещение применяемого времени относительно UTC составляет +4:00.

## История
10 декабря 2002 года был изменён статус Дальнего Поля с деревни на посёлок. До 2005 года посёлок входил в состав ныне упразднённого Краснососенского сельсовета.

## Население
| 2010 |
| ---- |
| 187  |

Население посёлка в 1996 году — 75 человек.

## Инфраструктура
В посёлке расположена всего одна улица: Лесная.
ОГАУ СО «Психоневрологический интернат в п. Дальнее Поле».